# Todd Boehly
Todd Lawrence Boehly (Contea di Fairfax, 20 settembre 1973) è un imprenditore statunitense, co-fondatore, presidente e amministratore delegato di Eldridge Industries e co-proprietario e presidente del Chelsea.

## Biografia
Proveniente da una famiglia di origini tedesche, dopo aver lavorato per Credit Suisse First Boston e J.H. Whitney & Company, nel 2001 entra in Guggenheim Partners. Nel 2015 fonda Eldridge Industries, una holding con sede a Greenwich, nel Connecticut, di cui è presidente e amministratore delegato. È anche amministratore delegato ad interim della Hollywood Foreign Press Association e co-proprietario e presidente del Chelsea Football Club, club della Premier League.